# Théodore Baron

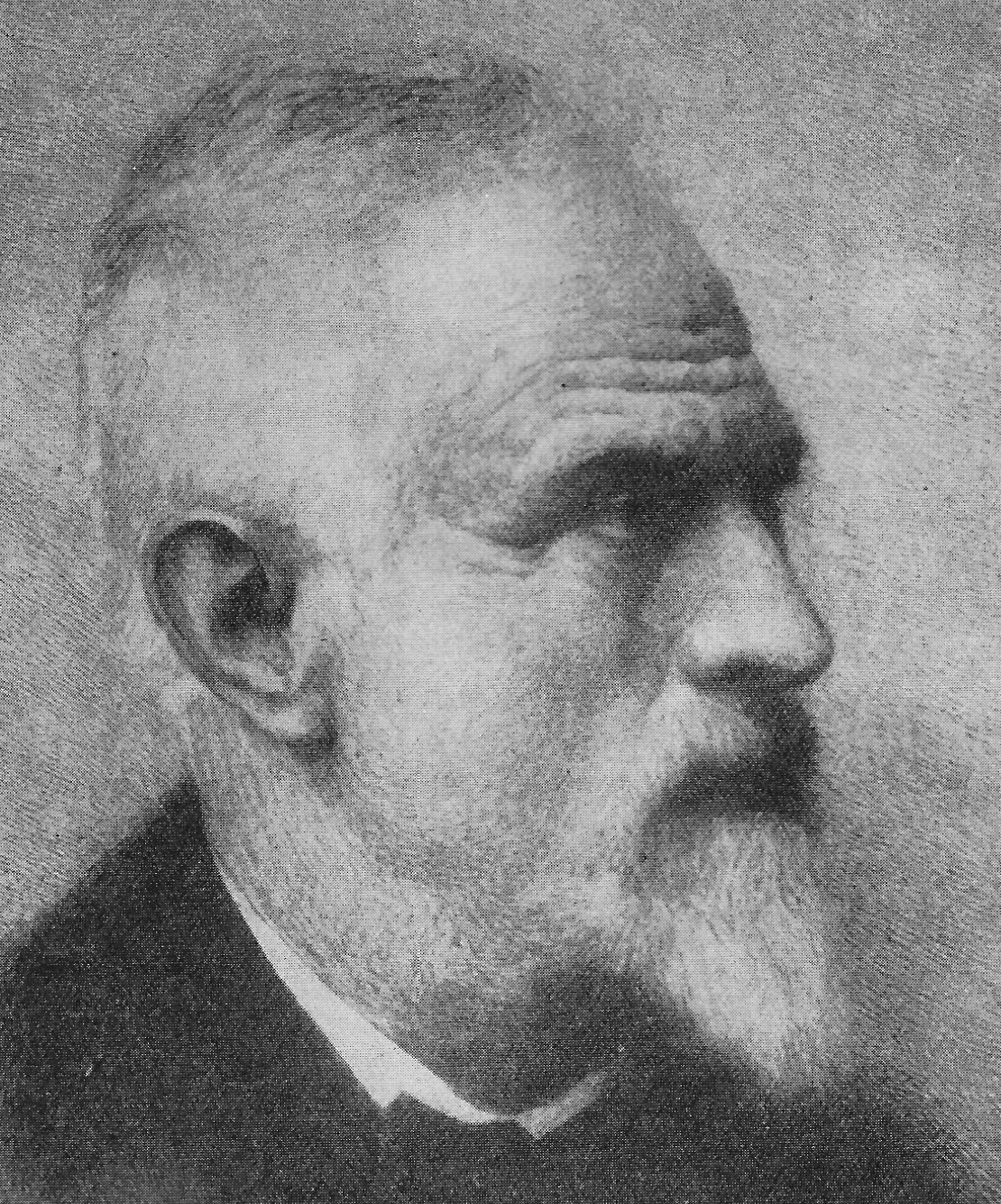
Théodore Baron

Théodore Baron, nacido en Bruselas el 20 de agosto de 1840 y muerto en Saint-Servais el 4 de septiembre de 1899, fue un pintor paisajista belga .

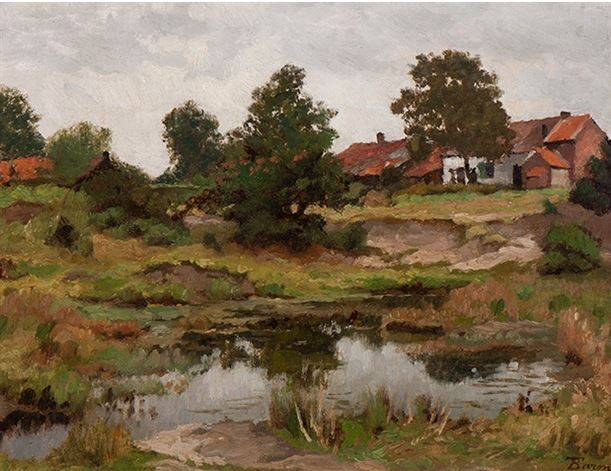
Paisaje de pantano con casas

De formación académica, la paleta de Théodore Baron evolucionó hacia una mayor libertad a través del contacto con pintores con los que formó la Escuela de Calmpthout en la década de 1860. En 1868 se convirtió en miembro de la Sociedad Libre de Bellas Artes. Después, seducido por el movimiento impresionista, se convirtió en director de la Academia de Bellas Artes de Namur y fue un precursor de la nueva escuela de pintura belga.

## Biografía

### Orígenes y formación

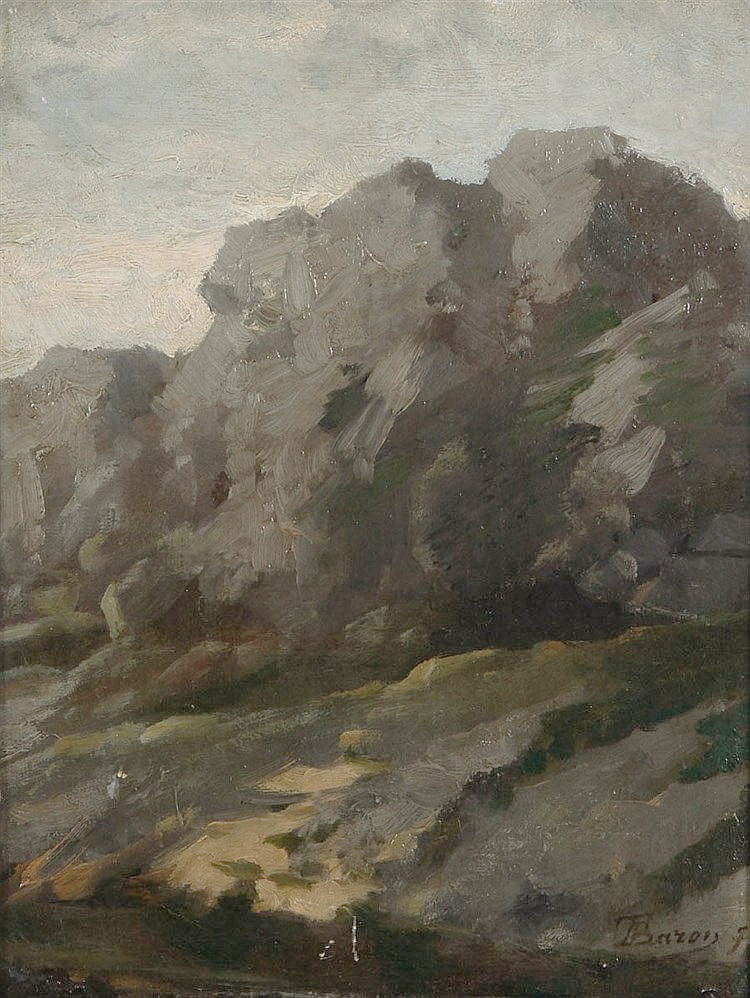
Théodore Baron - Rochers mosans 1874

Théodore Baron, nacido en Bruselas en 1840, fue el único hijo de François Baron, pintor y decorador, y Rosalie Dubois, domiciliados en rue Haute, n. 351. A partir de 1854, estudió pintura de estilo académico con Hippolyte de La Charlerie, en el estudio Saint-Luc de Bruselas, y más tarde con Henri Van der Hecht y Louis Dubois.

### Primeros pasos en Calmpthout
Primero trabajó en los suburbios de Bruselas, y en particular en Auderghem. Conoció al pintor Louis Artan de Saint-Martin, con quien entabló una sólida amistad en 1863 . De 1865 a 1867 pintó en Calmpthout y aportó su visión del arte a los otros pintores de la escuela de Calmpthout : Isidore Meyers, Jacques Rosseels y Florent Crabeels.

### Evolución
En 1868, Théodore Baron fue nombrado secretario, tesorero y organizador de las exposiciones de la Société libre des Beaux-Arts, donde abogó por la libertad de expresión junto a los pintores Artan y Dubois, siendo este último un ferviente admirador de Gustave Courbet. En 1869, Théodore Baron permaneció en Bruselas y guio al pintor Adrien-Joseph Heymans. De este período datan las primeras obras pintadas en las Ardenas, especialmente en Anseremme. Baron envió cuatro cuadros realizados en el Condroz al Salón Trienal de Bruselas de 1869. Baron y su obra fueron apreciados favorablemente por Camille Lemonnier, quien lo recibió en su casa de campo en Profondeville. Paso a pintar en la región del Mosa, cuyos sitios atrajeron a artistas como Hippolyte Boulenger y Félicien Rops en la misma época.
Théodore Baron, que aún vivía en Bruselas, pintaba también en Condroz y Brabante. Viaja mucho por Francia y se queda algún tiempo en Fontainebleau, donde recibe la influencia de Théodore Rousseau. Luego visitó los Países Bajos, Italia, Alemania y el Mosela, que lo inspiraron pictóricamente. En 1884 se casó con Mathilde Courtin en Bruselas. De 1886 a 1889 se dejó seducir por las teorías impresionistas. Profesor de la Academia de Bellas Artes de Pintura y Dibujo de Namur, Baron se convirtió en su director en 1893. Hacia el final de su vida, volvió a una visión más realista del arte Murió en Saint-Servais el 4 de septiembre de 1899 .

## Recepción de la crítica
Baron pintó principalmente paisajes a lo largo de las orillas del Mosa y en la campiña de Amberes, y más concretamente, de 1865 a 1867, en Calmpthout, aunque también trabajó durante un tiempo en Hoeilaart. En Auderghem, se dice que pintó varios lienzos que tenían como tema los antiguos estanques del Rouge-Cloître. Una calle Théodore Baron honra su memoria allí.
Según Suzanne Houbart-Wilkin, aunque Baron pintó bodegones y vistas de ciudades como Malinas o Gante en la década de 1880, es sobre todo un:
```
 “Libertador del paisaje, un artista para quien prima la nobleza y la sencillez de las líneas, como la sensación de la materia, el peso de un cielo cargado de nubes, la arena de las dunas, la tierra en su aspecto más simple. Si bien sus dibujos muestran una gran precisión topográfica, sus mejores pinturas combinan una composición de deliberada sobriedad con una factura hecha de aparentes toques de gran densidad, pero matizada en valores y tonos."
[
5
]
```

Suzanne Houbart después matiza su evaluación escribiendo:
```
 “El arte de Baron es desigual. El artista respira el espíritu de la época[...] Sin embargo, tiene una manera y un espíritu que le son propios. Sus obras más originales son las obras más austeras, más desnudas. Sobresale en la representación de la 
Campine
, las extensiones de brezo, los pantanos, las mesetas desoladas de Eifel. La composición parece a primera vista rudimentaria. A partir de la horizontal con un tercio del cielo, dos tercios del suelo, muchas veces sin ni siquiera el acento de un árbol que sustente las perspectivas, logra dar un aspecto salvaje, esencial a esa región".
[
5
]
```

En cuanto a Camille Lemonnier, dice:
```
 “La arenisca, los esquistos, la caliza se le revelaban como el hueso y la configuración dorsal de un organismo telúrico, aún henchido de caos. [...] Su memoria era un extraordinario repertorio de formas en las que se clasificaban las principales líneas desenrolladas de un retiro de llanuras o montañas, así como los troncos aterciopelados, la cresta dentada de un arado, las escamas desmoronadas de un sección de roca.[...] Algunas obras, por su estructura y un clima pictórico innovador, presagian a ciertos paisajistas del 
siglo
 
XX
".
[
5
]
```

## Algunas obras
- Clima lluvioso, (1867), conservado en los Museos Reales de Bellas Artes de Bélgica .
- Efecto nieve, Salón de Bruselas de 1869.
- Dégel, Salón de Bruselas de 1869.
- Sitio del Condroz, Salón de Bruselas de 1869.
- El Mosa en Profondeville, Salón de Bruselas de 1872.
- Dunas en Calmpthout, Salón de Bruselas de 1872.
- El Mosa en Anseremme, Salón de Bruselas de 1872.
- Un otoño en Condroz, Salón de Amberes de 1873.
- Invierno, Salón de Amberes de 1873.
- Un brazo del Escalda, (1873), conservado en los Museos Reales de Bellas Artes de Bélgica.
- El valle de Rouat en invierno (Hesbaye), (hacia 1875), conservado en los Museos Reales de Bellas Artes de Bélgica.

## Galería

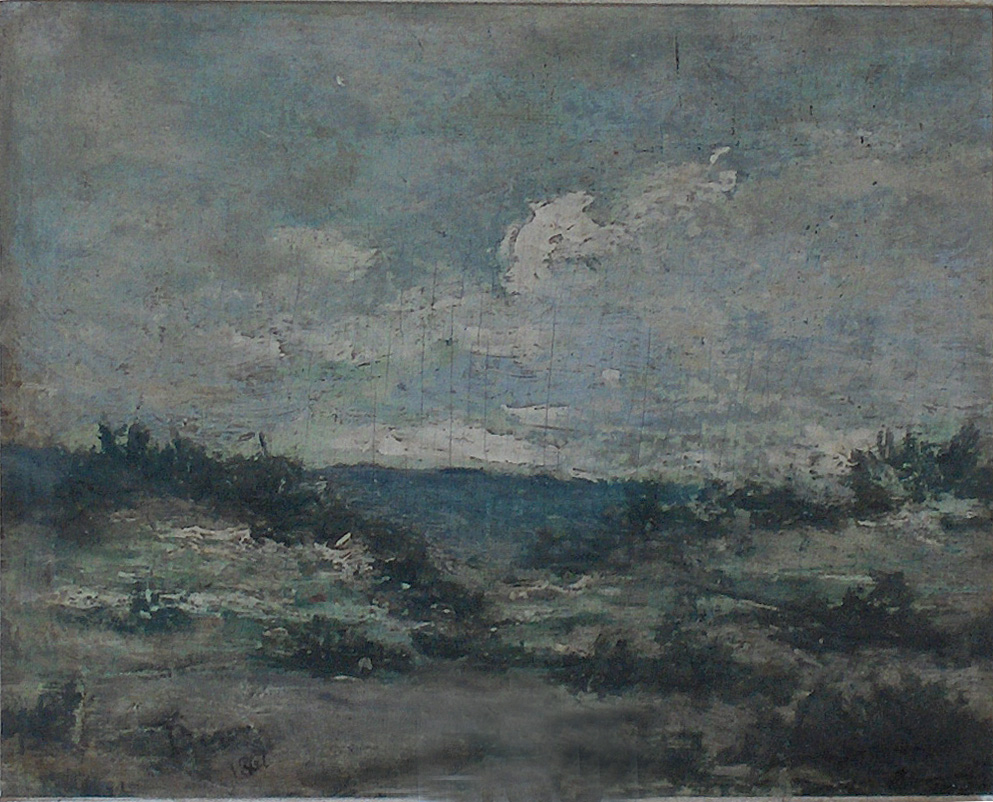
Brezos en Calmpthout (1868).
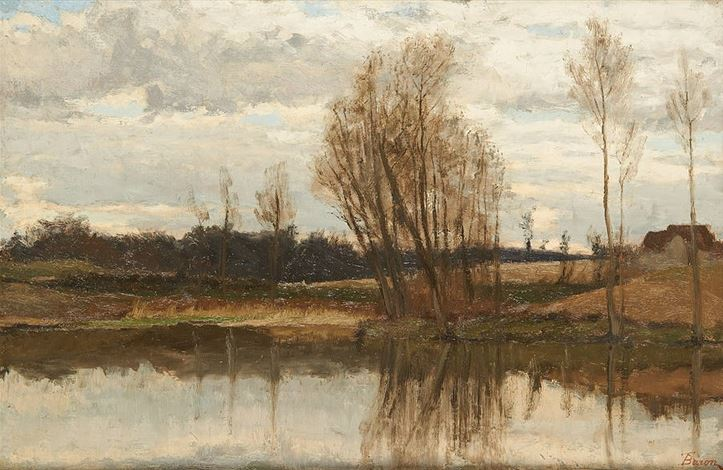
Corriente en el otoño .
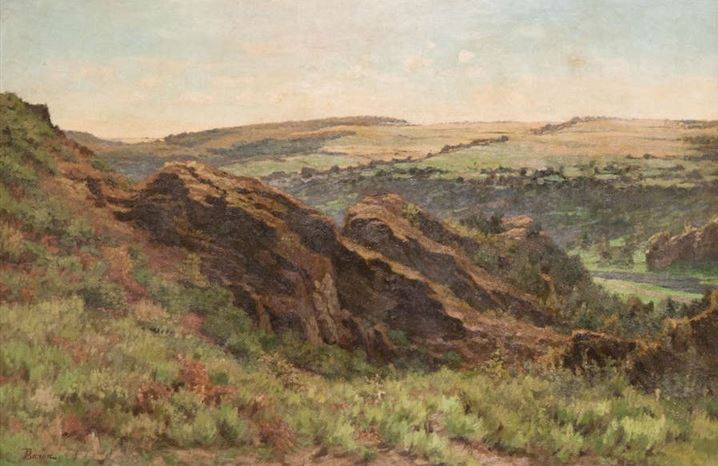
Tierras Altas de Houffalize .
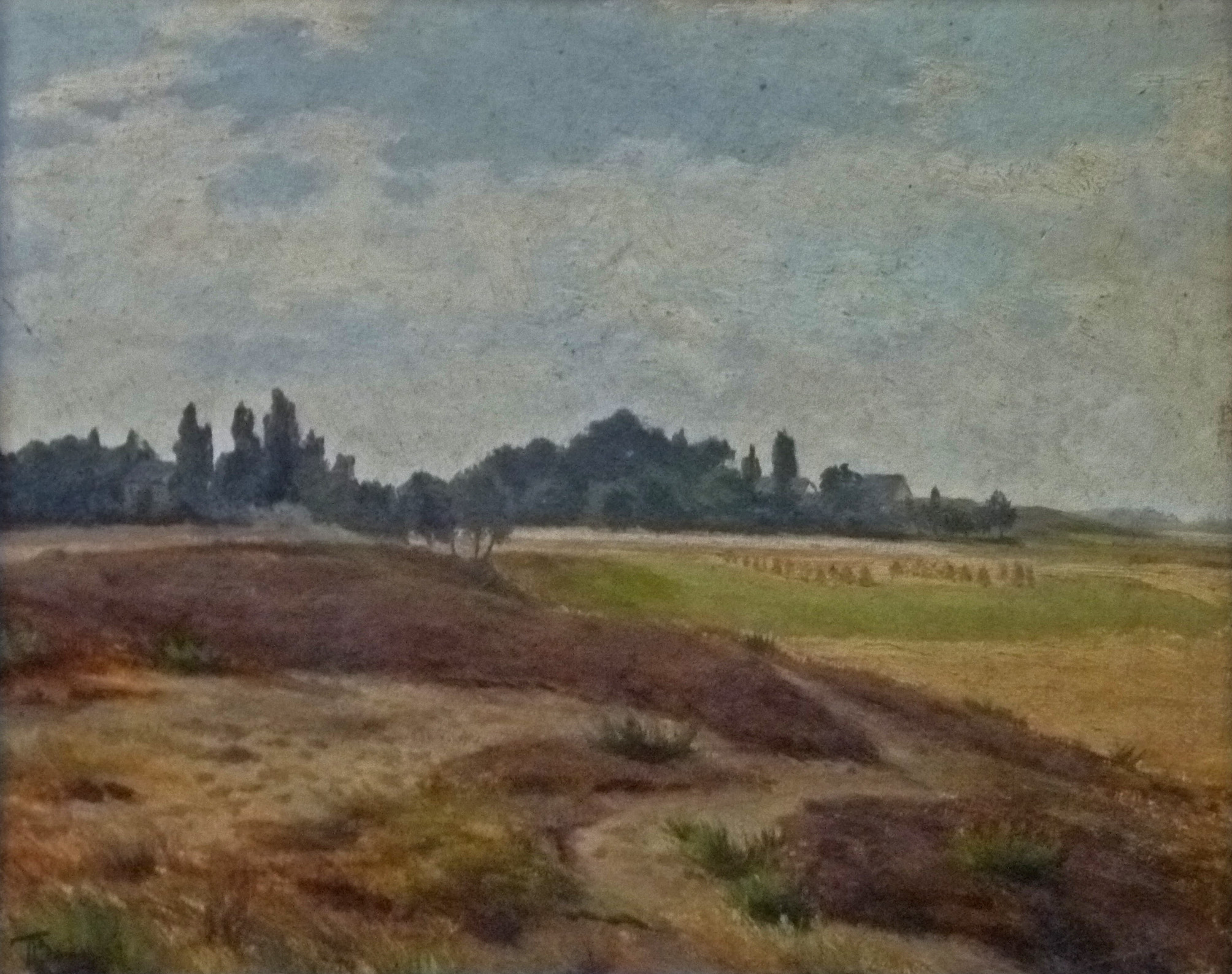
paisaje
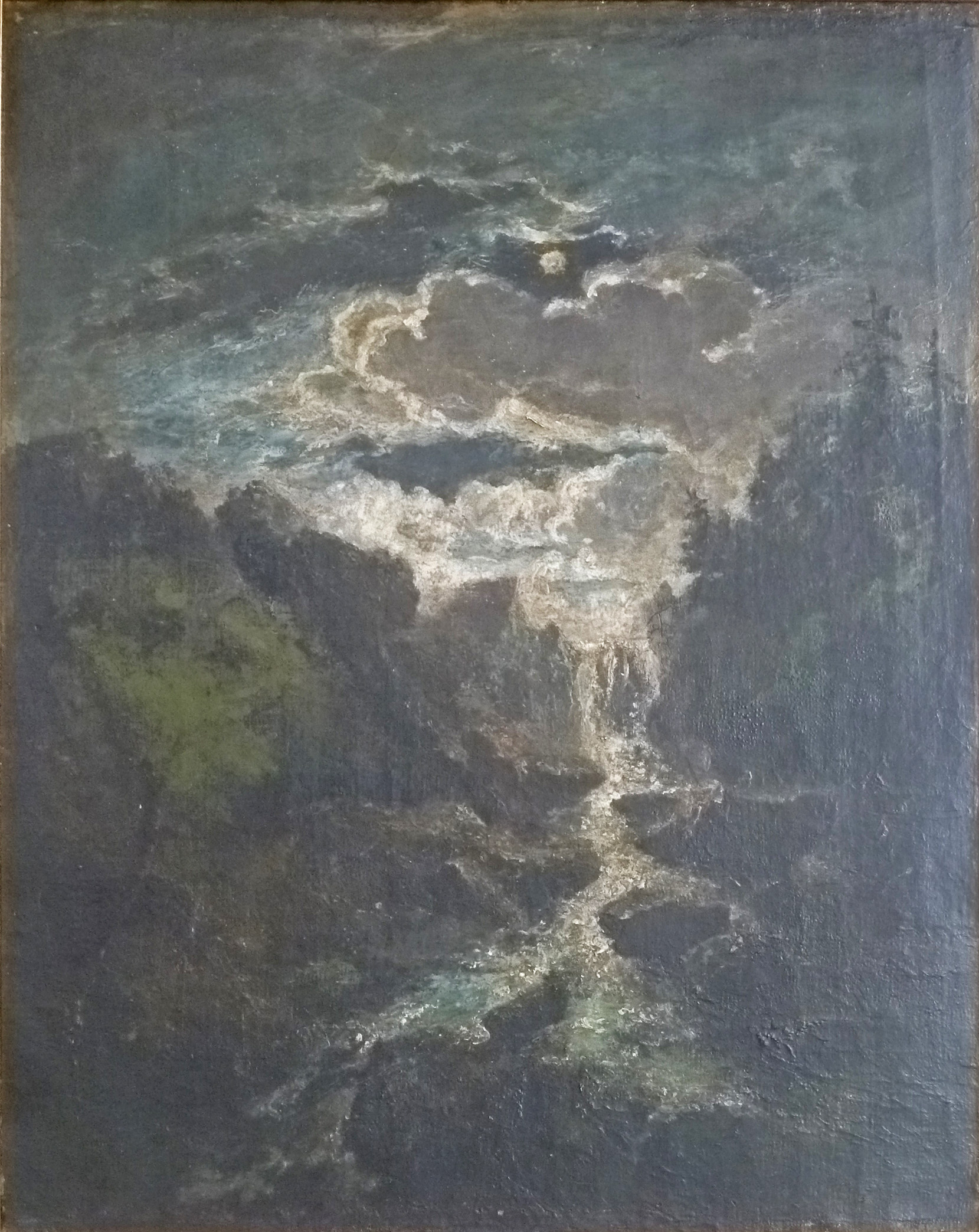
Cascada bajo la luz .
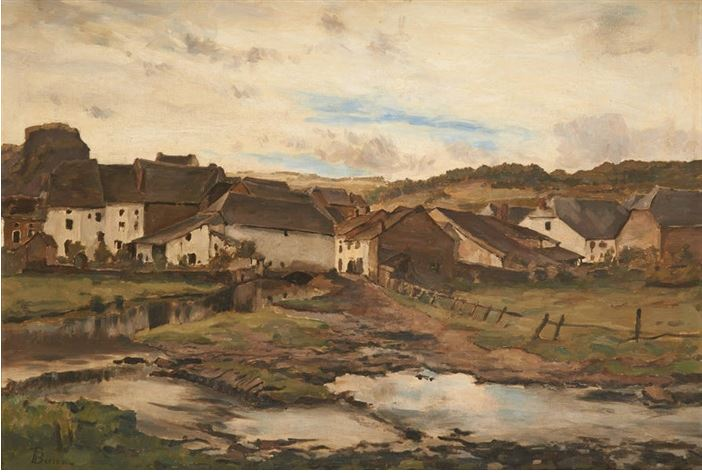
Vista de un pueblo .